# Schlachten an der Flussbiegung des Sittang
Japanische Eroberung 1941/42

Bilin – Sittang – Pegu (Taukkyan) – Rangun – Yunnan-Burma-Straße (u.a. Tachiao – Oktwin – Toungoo – Yenangyaung – Lashio I)
1942/43

Burma-Kampagne 1942–1943

Arakan I – The Hump – Chindits
1944

Schlacht um Nordburma und West-Yunnan 1943–1945

Burma-Kampagne 1944

Arakan II – Ha-gō – Lashio II – Sangshak – Myitkyina – U-gō (Imphal – Kohima – Tennisplatz) – Mogaung – Song shan/Huitong-Brücke – Dan-gō
1944/45

Burma-Kampagne 1944–1945

Bhamo – Arakan III (Kangaw und Höhe 170 – Ramree) – Meiktila/Mandalay – Pakokku – Lashio III – Tanlwe Chaung – Operation Dracula – Sittang
Die Schlachten an der Flussbiegung des Sittang (auch Schlacht auf den Reisfeldern genannt) fanden während des Pazifikkriegs im Zweiten Weltkrieg statt. Der japanische Ausbruch aus den Pegu-Joma Bergen und die Schlachten an der Flussbiegung des Sittang waren aufeinanderfolgende japanische Unternehmungen in den letzten Wochen des Burmafeldzugs.

## Vorgeschichte
Nachdem die Alliierten die Operation Dracula zur Einnahme von Rangun im Mai 1945 abgeschlossen hatten und es den Resten der japanischen Hauptarmee nach dem katastrophalen Rückzug durch den Zentralkorridor im April gelungen war, Moulmein zu erreichen, waren die Feindseligkeiten in Burma noch lange nicht vorbei. Zwar waren die Versorgungslinien der Japaner nicht mehr zuverlässig und auch die japanische Luftwaffe war ausgeschaltet worden, aber deren Fähigkeit zu einem ernsthaften Comeback stand außer Frage.
Zudem gab es noch die Anwesenheit der großen isolierten Streitkräfte japanischer Truppen in Zentral- und Nordburma, die auf über 50.000 Mann geschätzt wurden. Dies waren die Überreste der japanischen 28. Armee, die unter dem Kommando von Generalleutnant Sakurai Shōzō standen und in den regennassen Schluchten der Pegu-Joma-Berge gefangen waren. Die Überlebenden versuchten über den Fluss Sittang auszubrechen und sich nach Thailand abzusetzen.
Die isolierten japanischen Streitkräfte waren aufgrund der Störung und Desorganisation ihrer hinteren Nachschublinien sehr schlecht ausgerüstet und konnten auch nicht mehr über den Luftweg versorgt werden. Sie litten erheblich unter dem Mangel an Nahrungsmitteln und Medikamenten.
Im Mai und Juni flogen Staffeln der Royal Air Force bei Monsunwetter insgesamt 4.813 Einsätze, um die Japaner zu bombardieren und zu beschießen. Bis Ende Juni wurde das Netz um die isolierten japanischen Landstreitkräfte schrittweise enger. Die starken Regenfälle erschwerten allerdings die Bewegung der alliierten Truppen und ihrer unterstützenden Waffen am Rande der Pegu-Joma Berge und entlang der Mawchi-Straße östlich von Toungoo in der Bago-Region.
Auf dem Sittang wurden nun immer öfter Bewegungen der Japaner beobachtet. Daher patrouillierten Spitfire-Flugzeuge flussabwärts und beschädigten und versenkten fast täglich kleine Flussschiffe aller Art.
Am 2. Juli 1945 hatte eine Gurkha -Patrouille eine kleine japanische Truppe besiegt und eine Versandtasche erbeutet, die unter anderem den vollständigen Einsatzplan für den japanischen Ausbruch enthielt. Die Japaner planten in drei Kolonnen zum Sittang vorzurücken, wobei strenge Einsatzregeln galten. So war der Einsatz von Schusswaffen zugunsten des Bajonetts verboten und jegliche Funkkommunikation eingestellt, bis sie den Sittang auf einem Bambusfloß überquert hatten. Sakurai Shōzō unterschätzte jedoch die gegen ihn aufgestellte britisch-indische Streitmacht, glaubte aber, dass er die Hälfte seiner erschöpften Streitkräfte in Kampfform bringen könnte.
Unterdessen hatte die Nationale Burmesische Armee unter Aung San die Seite gewechselt und jagte japanische Patrouillen und Sammeltrupps.
Die folgenden Kämpfe an der Sittang-Flussbiegung gelten als die erbittertsten des gesamten Burmafeldzugs.

## Der japanische Ausbruchsversuch
In einem Versuch, die alliierten Bodentruppen in großem Umfang abzulenken, startete die japanische 33. Armee unter dem Befehl von Generalleutnant Masaki Honda am 3. Juli eine Offensive am Sittang von einem Brückenkopf aus, den sie am rechten Ufer gegenüber von Mokpalin hartnäckig hielt. Es war flaches, offenes Land mit vereinzeltem Buschwerk. Bei sehr schlechtem Wetter fanden in Nyaungkashe, Abya und Myikye einige äußerst schwere Kämpfe statt. Das Dorf Nyaungkashe wechselte dabei mehrmals den Besitzer.

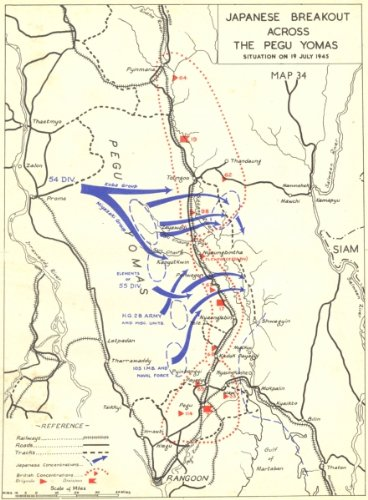
Karte des japanischen Ausbruchs über das Pegu-Joma-Gebirge

Die 33. Armee hatte sich nach ihrem Rückzug nach Süden entlang der Ostseite des Sittang-Flusses in Tenasserim neu gruppiert, umfasste aber nun kaum mehr als eine Brigade in Bezug auf ihre Stärke und griff zunächst die britischen Stellungen an der Biegung des Sittang, nahe seiner Mündung, mit einem geplanten Ablenkungsmanöver (Operation Hai) an. Allerdings war der Angriff zum falschen Zeitpunkt erfolgt und lag zu früh, bevor die 28. Armee zum Fluss vordringen konnte.
Unter dem vorübergehenden Kommando von Generalleutnant Francis Tuker erlaubte das indische IV Korps ab dem 14. Juli den Vormarsch der Japaner und wartete dann bis sich die meisten der japanischen Einheiten in den exponierten und vollständig anvisierten Stellungen befanden, bevor sie ein Sperrfeuer aus Artilleriefeuer begannen. Kurz darauf starteten Jagdbomber-Staffeln, bestehend aus Spitfire- und Thunderbolt-Kampfflugzeugen der Royal Air Force unter der Kontrolle visueller Kontrollposten in den vorderen Positionen der Briten, Bombardierungen auf bekannte japanische Ziele

Am 7. Juli sah sich Kimura Heitarō, der Oberkommandierende der Regionalarmee Burma, gezwungen, der inzwischen schwer getroffenen 33. Armee den Befehl zu geben, die Operation Hai einzustellen. Anschließend zog sie sich zurück, in der Hoffnung, dass die Anstrengungen der Armee ausgereicht hätten, um den Ausbruch der 28. Armee zu erleichtern. Da den Briten aber die japanischen Pläne bekannt waren, richteten sie ihre Aufmerksamkeit bereits auf diesen Sektor.

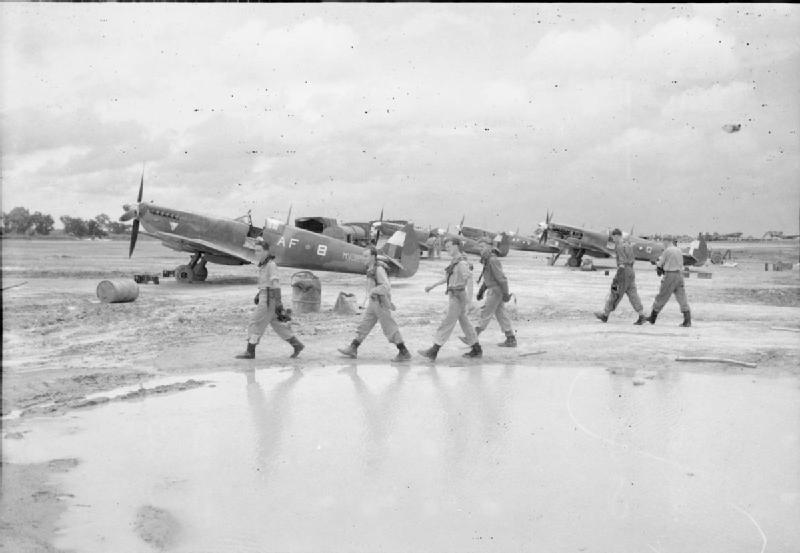
Piloten der RAF-Staffel Nr. 607 auf dem Rückweg von einem Einsatz gegen japanische Truppen, die versuchten, den Sittang zu überqueren

Trotz des Fehlschlags der 33. Armee begann die 28. Armee am 15. Juli mit der 54. Division unter Generalleutnant Miyazaki Shigesaburō und der 55. Division unter Generalleutnant Sakuma Ryōzō, den Versuch bis zum Sittang vorzudringen. Wie die 33. Armee zuvor wusste auch die 28. Armee nicht, dass den Briten ihr Plan bewusst war.

Die britisch-indischen Streitkräfte hatten sich insbesondere auf zwei Bereiche taktisch vorbereitet. Artillerieangriffe auf zwölf Übergangspunkte der Japaner an der Hauptstraße und auf Luftangriffe durch die RAF mit Flugzeugen, die auch bei diesen schlechten Wetterbedingungen des Monsuns operieren konnten. Sie sollten diejenigen Japaner angreifen, denen es gelang, die Straße zu überqueren, insbesondere in der Gegend zwischen den Flüssen Sittang und Salween. Panzer und Infanterie, motorisiert wie auch zu Fuß, deckten trotz des heftigen Monsunregens die Lücken zwischen den Stellungen. Den mittlerweile alliierten Streitkräften der Nationalen Burmesische Armee blieb es überlassen, sich um alle Überlebenden am Ostufer des Sittang zu kümmern.

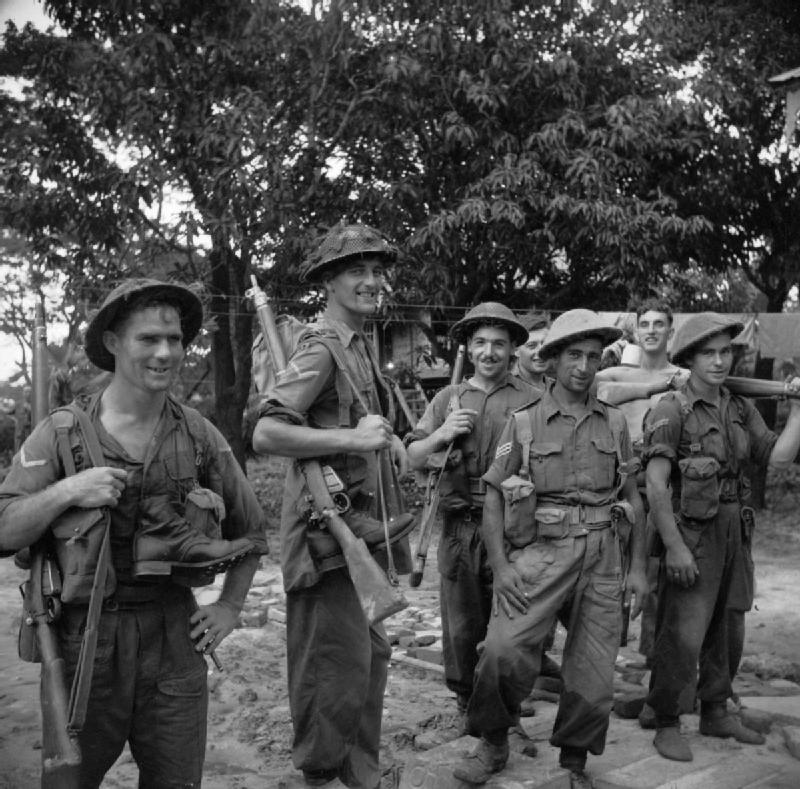
Britische Soldaten am Sittang, 1. August 1945

Die indische 17. Division, die unter dem Kommando von Generalmajor David Tennant Cowan agierte, hatte eine langgestreckte Frontlinie von über 120 Kilometern zu überwachen, so dass sich immer wieder Bereiche fanden, in denen es Japanern gelang zum Fluss vorzurücken. Die Briten versuchten dies durch schnell wechselnde Hinterhalte zu unterbinden, deren Informationen dazu von Einheimischen und eigenen Beobachtungsposten kamen. Im Gegenzug hatten die Japaner ein Interesse daran jeglichen Zusammenstoß mit den alliierten Einheiten zu vermeiden und schickten in der dritten Juliwoche Nacht für Nacht eigene Patrouillen aus, die Stellungen der Briten auskundschaften sollten. Die Briten waren ihrerseits darüber unterrichtet, da sie Gefangene befragten, die Auskünfte über die bevorzugten Übergangsstellen gaben.
Thunderbolts und Spitfires führten am 15. und 16. Juli einen erfolgreichen Angriff im Shwegyin-Chaung-Gebiet des Sittang durch. Nordöstlich von Kyadwin, bei Paungzeik, führten Mosquitos der 47. Staffel ebenfalls am 16. Juli einen Bomben- und Tiefflugangriff durch, nachdem 51 tote Japaner gezählt wurden. Bei einem weiteren Flugzeugangriff in Shanywathit am 19. Juli kam es zu zwei direkten Treffern auf ein Haus, das mit japanischen Truppen vollbesetzt war, und es wird angenommen, dass über achtzig dort getötet wurden.

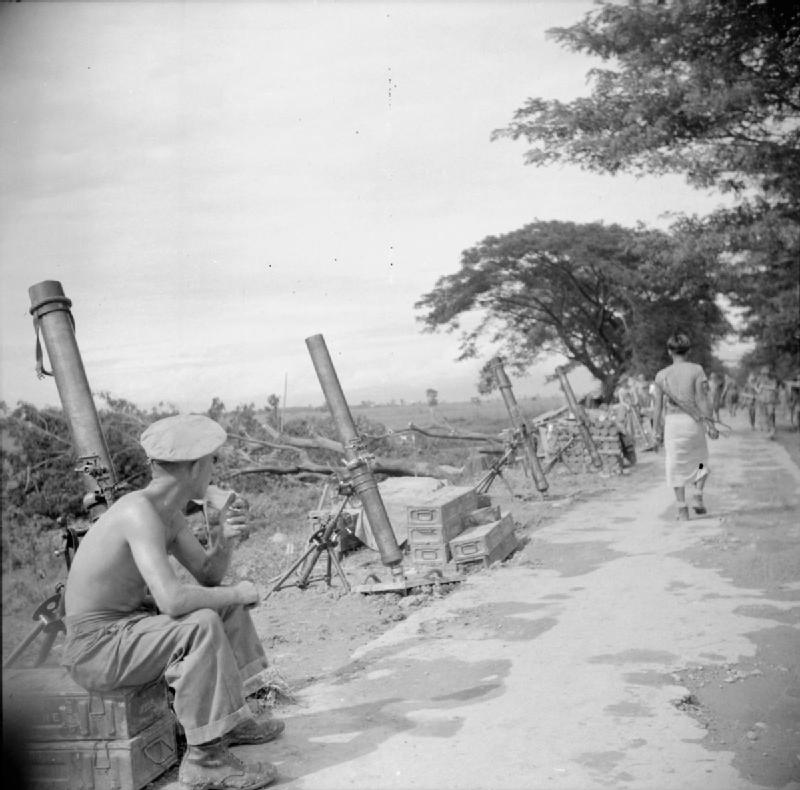
33. Panzerabwehrregiment, Royal Artillerie, am Sittang, 1. August 1945

Nordwestlich von Pado kam es ab dem 19. Juli zu einem regelrechten Versteckspiel zwischen alliierten und japanischen Truppen, als sich etwa 100 Japaner in kleinen Ortschaften verschanzten und die Zugangsstraßen tagsüber gegen die Alliierten verteidigten, während sie in der Nacht versuchten zum Fluss zu entkommen. Vielfach liefen sie dabei in vorbereitete Hinterhalte der alliierten Einheiten, so dass bis Anfang August nur noch einige vereinzelte Truppenteile überlebten. Damit war die letzte verzweifelte japanische Offensive gestoppt. Die 15. Armee unter Generalleutnant Shihachi Katamura schritt daraufhin ein, um den letzten Überlebenden der 28. Armee zu helfen. Guerillakämpfern der Karen gelang es, Hunderte der flüchtenden Japaner zu überfallen und Teile der 15. Armee anzugreifen. Die britische Verbindungsorganisation Force 136 der SOE operierte zusammen mit den Karen-Einheiten und nutzte Westland-Lysander Flugzeuge um Schwerverletzte, Gefangene und wichtige Dokumente zu evakuieren und im Gegenzug dringend benötigte Vorräte zu befördern. Bis zum Ende der Schlacht hatten es nur wenige japanische Einheiten geschafft, den Fluss zu überqueren, da sie bereits am 7. August den Sittang erreicht hatten, bevor das gesamte Gebiet von britischer Infanterie geräumt worden war.

## Das Ende der Schlachten

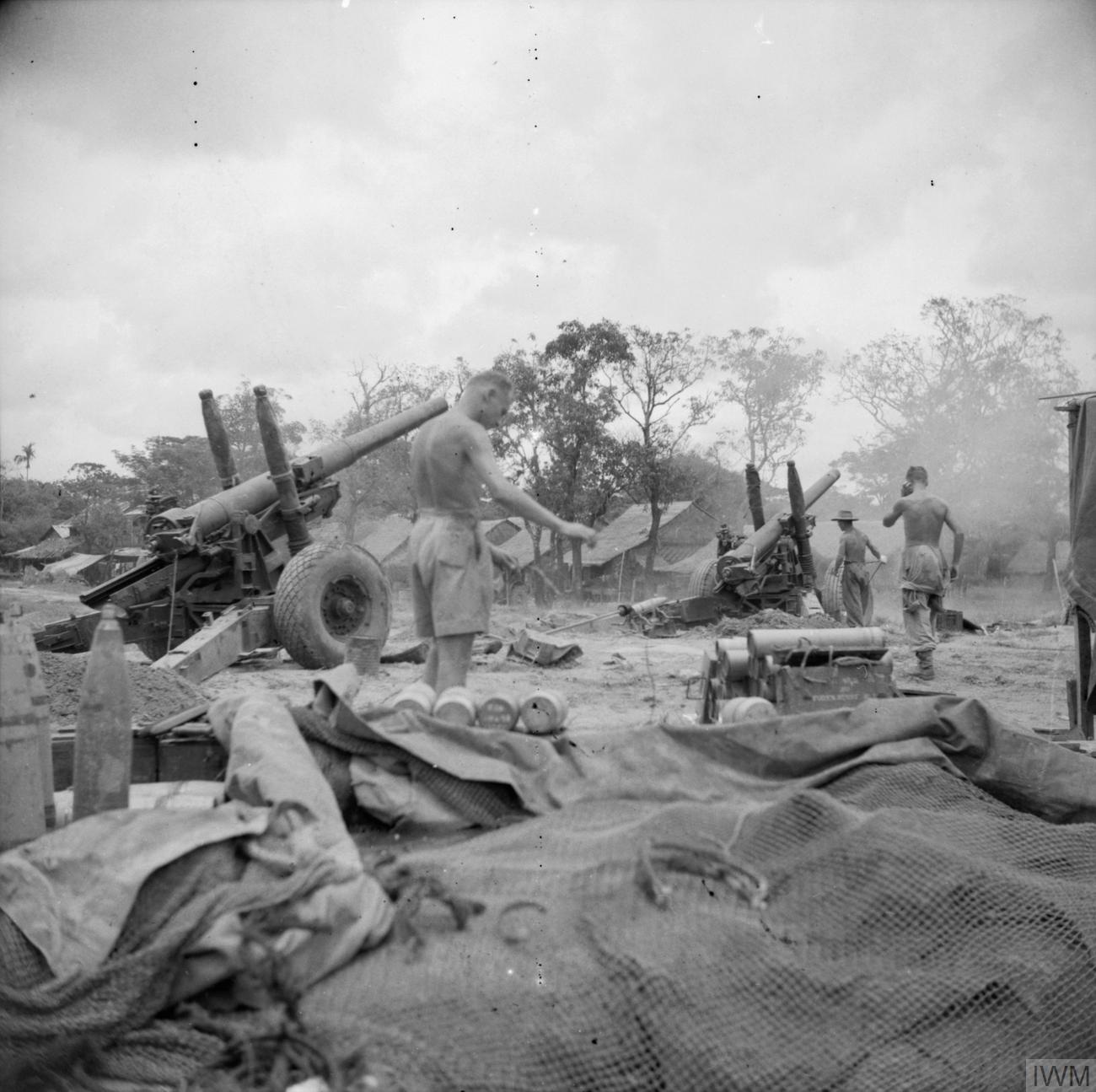
5,5-Zoll-Geschütze der 63rd Medium Battery der Royal Artillery feuern am 1. August 1945 auf Satthinagyon.

Der japanische Ausbruchsversuch war ein großer Fehlschlag und hatte die ohnehin schon geringe japanische Moral weiter geschwächt. Die 105. Selbstständige Gemischte Brigade unter Generalmajor Hideji Matsui hatte die prozentual geringsten Verluste zu beklagen. Von den 4.173 Mann konnten mehr als 2.000 den Sittang überqueren. Im Gegensatz dazu gelang es nur einer Handvoll Soldaten der 13. Marine-Wach-Einheit zu entkommen, die damit als vernichtet galt.
Mindestens 70 Japaner und vielleicht mehr, waren noch im Pegu-Joma-Gebirge desertiert, und die 28. Armee erlitt die schwersten Verluste aller Formationen während der Operation Hai. Die 54. Division hatte im Verhältnis dazu große Verluste erlitten, wobei mehr als 5.000 Männer beim Ausbruch über den Sittang verloren gingen. Von den 9.000 Mann der 55. Division, die den Ausbruch starteten, erreichten weniger als 4.000 Tenasserim. Insgesamt gelang es von den 18.000 Mann der 28. Armee weniger als 6.000, das Ostufer des Sittang zu erreichen.
Während der Schlachten hatten RAF-Staffeln insgesamt 3.045 Einsätze geflogen, davon waren 92 Prozent Offensivangriffe zur Unterstützung der Bodentruppen.
Die britisch-indischen Streitkräfte verloren in diesem Zeitraum 1.500 Soldaten durch Krankheiten, erlitten jedoch lediglich 95 Tote und 322 Verwundete, darunter eine kleine Zahl durch Friendly Fire-Zwischenfälle.
Nach der Kapitulation Japans starben weitere 2.000 Japaner nach den Schlachten an der Flussbiegung des Sittang. Erst am 13. September 1945 ergaben sich die letzten verbliebenen Einheiten der einst großen japanischen Regionalarmee Burma den Briten.